# Ekumeniska gemenskapsrörelsen
Ekumeniska gemenskapsrörelsen (finska: Ekumeeninen Yhteys-liike) är en ekumenisk solidaritets- och stödgrupp som grundades år 2000. 
Föreningens syfte är att försvara ett mänskligt och kristligt sätt att förhålla sig till människor med olika sexuell inriktning och könsidentitet, motsätta sig all diskriminering av köns- och sexuella minoriteter i samhälle, kyrkor och samfund och främja sakliga och respektfulla samtal och dialog mellan olika parter.
Sedan år 2019 har föreningen det tvåspråkiga namnet Ekumeeninen Yhteys-liike ry. – Ekumeniska Gemenskapsrörelsen rf.

## Arbete
För att förverkliga sina mål bedriver föreningen informations- och publikationsverksamhet, arrangerar möten, samtal och föredrag samt ger med hjälp av frivilliga stöd åt medlemmar i olika kyrkor och samfund som hör till köns- och sexuella minoriteter. Gemenskapsrörelsen samarbetar bland annat med Ekumeniska regnbågsgruppen Arcus, Regnbågsföreningen Malkus, MCC-kyrkan, Karismatiska gruppen Rahab, Regnbågsankan och Europaforumet för kristna hlbt-grupper (European Forum of LGBT Christian Groups).